# New England Revolution II
Il New England Revolution II è un club calcistico professionistico statunitense con sede a Boston, in Massachusetts, e disputa le gare interne presso il Gillette Stadium di Foxborough. È la squadra riserve del New England Revolution.
Attualmente milita nella MLS Next Pro, campionato riserve della MLS che opera come terza divisione del calcio statunitense.

## Storia
Il 9 ottobre 2019, la franchigia di Major League Soccer del New England Revolution ha annunciato la creazione di una squadra riserve da schierare a partire dalla stagione successiva nella USL League One, il terzo livello della piramide calcistica statunitense. Poche settimane più tardi, il 25 novembre 2019 la società ha annunciato l'ingaggio del primo allenatore, Clint Peay.
Il club ha debuttato tra i professionisti il 25 luglio 2020 in un pareggio interno per 0-0 contro l'Union Omaha.

## Allenatori
- 2018-2023 -  Clint Peay
- 2023-attuale -  Richie Williams